# Катастрофа DC-6 под Форт-Коллинсом
Катастрофа DC-6 под Форт-Коллинсом — крупная авиационная катастрофа, произошедшая в ночь на субботу 30 июня 1951 года. Пассажирский самолёт Douglas DC-6 американской авиакомпании United Air Lines выполнял пассажирский рейс из Солт-Лейк-Сити в Денвер, когда при заходе на посадку он к западу-юго-западу от Форт-Коллинса врезался в гору и полностью разрушился, при этом погибли 50 человек. По числу жертв это крупнейшая авиационная катастрофа в истории штата Колорадо.

## Самолёт
Douglas DC-6 с регистрационным номером N37543 (заводской — 43144, серийный — 155) был выпущен в апреле 1950 года, а 21 апреля передан заказчику — американской авиакомпании United Air Lines, где также получил имя Mainliner Overland Trail (с англ. — «Магистральная Сухопутная тропа»). Его четыре поршневых авиационных двигателя были модели Pratt & Whitney R-2800-CA15 и оборудованы воздушными винтами производства Hamilton Standard с гидромеханическим регулированием шага винта. Общая наработка борта N37543 составляла 3784 часа.

## Экипаж
Лётный экипаж самолёта (в кабине) состоял из двух пилотов и одного бортинженера:
- Командир воздушного судна — 32-летний Ричард Дж. Эпплби (англ. Richard J. Appleby). В авиакомпании United с 1 ноября 1940 года и поначалу летал на Douglas DC-3, на котором набрал 9990 часов. Также за данный период выполнил немало полётов в должности командира между Солт-Лейк Сити и Денвером. В апреле 1951 года поступил в лётную школу для переучивания на DC-6, где провёл 15 часов 50 минут занятий. Также прошёл обучение и на DC-4, занятия по которому продлились 9 часов 20 минут. 30 июня 1951 года получил квалификацию командира самолётов DC-4 и DC-6 для полётов по трассам «Сан-Франциско — Восток». По данным на 30 июня 1951 года его общий лётный стаж составлял 10 565 часов, из которых на типе DC-6 — 106 часов (16 часов обучения, 29 часов в должности второго пилота и 61 час в должности командира). Как командир DC-6 совершил 11 рейсов в Денвер, либо из него, и достаточно хорошо знал прилегающую к нему местность на севере и северо-западе.
- Второй пилот — Гарри Грант Тауэр (англ. Harry Grant Tower). В авиакомпании United с 7 сентября 1945 года. Его общий лётный стаж составлял 5848 часов, в том числе 1526 часов на DC-6 и 917 часов на DC-4. Также достаточно хорошо знал местность близ Денвера.
- Бортинженер — Август П. Петрович (англ. August P. Petrovich).

В салоне работали две стюардессы:
- Фрэнсис Мая Смит англ. Frances May Smith).
- Кэрол Дж. Рэймонд (англ. Carol J. Raymond).

## Катастрофа
Самолёт выполнял пассажирский рейс UA-610 по маршруту Сан-Франциско — Окленд — Солт-Лейк-Сити — Денвер — Чикаго. 29 июня 1951 года в 19:15 он вылетел из Сан-Франциско и вскоре благополучно прибыл в Окленд, откуда направился уже в Солт-Лейк-Сити, где и приземлился в 23:24. Из-за перегрузки крупногабаритных грузов самолёт был вынужден задержаться и смог вылететь в Денвер лишь в 00:11 уже 30 июня, на 26 минут позже расписания. Всего на борту находились 45 пассажиров (44 взрослых и 1 ребёнок; по другим данным детей было 7) и 5 членов экипажа, а общий взлётный вес авиалайнера составлял 78 597 фунтов (35 651 кг) при максимальном допустимом для данного рейса 79 380 фунтов (36 006 кг); центровка также не выходила за установленные пределы. Согласно полученному экипажем перед вылетом разрешению, полёт до Денвера должен был выполняться на эшелоне 15 000 футов (4600 м) по правилам полётов по приборам по воздушным коридорам «Бед 49», «Грин 3» и «Амбер 3»; запасным аэродромом был выбран Эппли.
Полёт рейса 610 проходил в нормальном режиме и в 01:04 экипаж через диспетчера авиакомпании доложил в центр управления воздушным движением о прохождении Рок-Спрингса на эшелоне 15 000 футов (4600 м), и что рассчитывают достижение Шайенна (оба города в штате Вайоминг) в 01:47, а Денвера — в 02:07. Спустя 43 минуты, в 01:47, как и ожидалось, с самолёта доложили о прохождении, но радиомаяка Силвер-Краун (англ. Silver Crown), который находится на 12 миль (19 км) западнее Шайенна, после чего запросили разрешение на меньшую высоту. Тогда диспетчер передал: Авиадиспетчер разрешает Юнайтэд 610 [следовать] на пересечение Дюпон, снижаться до 8500 футов (2600 м) сразу после прохождения Шайенна, сохраняя 8500 футов (2600 м) сразу без задержки устанавливать связь с подходом после прохождения Дакано. Экипаж подтвердил получение разрешения, а в 01:47 доложил о прохождении Шайенна на высоте 15 000 футов (4600 м) и начале снижения, на что получил также настройку высотомеров на давление Денверского аэропорта — 30,19 дюйма (767 мм) рт. ст. Спустя 9 минут, в 01:56 с самолёта доложили о достижении заданной высоты 8500 футов (2600 м). Это было последнее радиосообщение с борта N37543.
В 02:00 диспетчер взлёта и посадки («Денвер—башня»), связавшись с диспетчером авиакомпании United, передал указание для рейса 610, чтобы тот связался с диспетчером подхода. Однако экипаж на вызовы уже не отвечал. Примерно в это же время летящий на фактической высоте 8540 футов (2600 м) по курсу около 210° «Дуглас» в полётной конфигурации (убраны шасси и закрылки) на удалении 18 миль (29 км) к западу-юго-западу от Форт-Коллинса врезался в покрытый лесом склон горы Кристал (Crystal Mountain). Врезавшись в деревья, лайнер пролетел 60 футов (18 м), после чего ещё раз врезался в землю, промчался по ней 225 футов (69 м), отскочил снова в воздух, а через 465 футов (142 м) уже в третий раз врезался в землю, при этом произошёл взрыв, уничтоживший самолёт. Обломки были обнаружены днём примерно в 13:30.
В результате происшествия погибли все 50 человек на борту. На настоящее время по числу погибших это крупнейшая авиационная катастрофа в штате Колорадо.

## Расследование
В ночь происшествия в регионе дул слабый северный ветер, который нагнал на Скалистые горы слой облачности, расположенный между высотами 8000 футов (2400 м) и 17 000 футов (5200 м), а в районе Шайенна верхняя граница облачности не превышала 12 000 футов (3700 м). Также ранее в регионе шёл дождь с грозой, но к ночи дожди прекратились. Признаков обледенения или турбулентности в облаках не наблюдалось.
Согласно записям по техническому обслуживанию, лайнер на момент вылета из Сан-Франциско был исправен и годен для выполнения полёта. Двигатели при ударе о гору были настолько сильно повреждены, что экспертиза не могла их как следует изучить. Но исходя из повреждений воздушных винтов, было определено, что в момент столкновения с деревьями все четыре двигателя работали на полную мощность.
Значительную часть радионавигационного оборудования, включая некоторые приборы, удалось восстановить и отправить в Денвер для изучения. Как показала экспертиза, до столкновения с горой и взрыва самолёта, пожара электрического и навигационного оборудования не было, а всё оно работало вполне нормально. Радиопомех в данном регионе не было и все сигналы ловились устойчиво, в пользу чего свидетельствовали и записи в найденном бортовом журнале, оборудование было проверено и оказалось исправно.
Один из найденных радиокомпасов показывал, что курс самолёта в момент удара о землю был 210°, с погрешностью несколько градусов, а ещё несколько радиокомпасов в кабине показывали такой же курс, разве что автоматический пеленгатор со стороны второго пилота был повёрнут на курс 202°. Тумблеры навигационного оборудования со стороны командира и второго пилота находились в одинаковом положении. Хотя дело было ночью, но освещение в кабине было достаточным, а приборы хорошо расположены, чтобы пилоты могли видеть их, к тому же у командира был фонарик. А заинтересовал следователей такой странный курс потому, что маршрут от Шайенна до Денвера проходил по курсу 168°, причём если самолёт отклонялся от него влево (к востоку), то звуковой сигнал от радиомаяка звучал (на азбуке Морзе) как «A», а если вправо (к западу) — как «N». Был и ещё один звуковой диапазон для курса подхода к Денверу с северу, который проходил параллельно курсу радиомаяка на низких частотах, но у него уже «A» звучало при уклонении вправо, а «N» — при уклонении влево. Сигнал опознавания Денвера на обоих маршрутах при этом был одинаков — «DEN».
Был проведён экспериментальный полёт, в ходе которого аналогичный DC-6, следуя в юго-восточном направлении, прошёл Шайенн на высоте 15 000 футов (4600 м), после чего начал медленно поворачивать вправо, пока через пару минут не достиг курса 210°, а затем стал постепенно снижаться с вертикальной скоростью 700—1000 футов (200—300 м) в минуту и поступательной около 245 узлов, после чего за 7 минут достиг высоты 8500 футов (2600 м). Спустя 4 минуты лайнер оказался в районе происшествия, а весь путь от Шайенна занял 13 минут — столько же, сколько и у рейса 610.
Теперь требовалось определить, а почему экипаж вообще повернул на курс 210° и сохранял его, отклоняясь к западу от установленного маршрута, пока не врезался в гору. Было выдвинуто множество версий, но лишь несколько были достаточно правдоподобными. Среди них была версия, что командир случайно отключил приёмник малой частоты. Пытаясь улучшить приём сигналов малой частоты, командир мог временно приглушить сигналы от дальнего приводного радиомаяка и связь с салоном, но так как тумблеры для управления с ними были прикрыты коленом, то думая, что отключает второй и четвёртый тумблера, командир мог по ошибке отключить второй и третий, тем самым отключив и приёмник малой частоты, но при этом продолжал работать второй приёмник, имевший аналогичный сигнал опознавания. После пролёта Шайенна экипаж стал выполнять стандартный правый поворот, но так как ловили сигналы от другого указателя маршрута, то перепутав смысл сигналов «N» и «A», начали уклоняться в право в сторону гор, пока сигнал не пропал вовсе.
Эта версия вроде бы правдоподобна, но только командир Эпплби был достаточно опытным пилотом и летал на DC-3 в Денвер и из него уже много раз, а также выполнил 11 таких полётов на DC-6. DC-6, конечно, побыстрее DC-3, но командир ведь должен был понимать, что направляет свой самолёт прямо на расположенные к западу от Денвера горы.
Был ещё вариант, что настраиваясь на частоту 379 к Гц радиомаяка Денвера, экипаж ошибочно настроился на частоту почти 382 кГц, что соответствует Форт-Бриджеру, который расположен в штате Вайоминг на удалении 304 мили (489 км) к западу-северо-западу от Денвера. Под влиянием двух сигналов стрелка автоматического пеленгатора качнулась на усреднённое значение — 225±20°. С учётом возможной путаницы в сигналах «A» и «DEN» пилоты могли под сочетанием этих факторов запутаться и, руководствуясь показаниями стрелки пеленгатора, ошибочно направиться в сторону гор.
Впрочем, обе эти версии являются лишь догадками, к тому же предполагающими, что пилоты начали настраивать навигационное оборудование на Денвер при прохождении Шайенна, тогда как уже на полпути от Шайенна до Денвера сигналы от радиомаяков становятся достаточно чёткими, чтобы экипаж не сбился с пути.

## Причина
1. Авиакомпания, самолёт и экипаж имели необходимые сертификаты.
2. Полная масса самолёта и его центровка не выходили за установленные пределы.
3. До катастрофы на борту не было никаких сбоев или отказов.
4. В момент происшествия были приборные погодные условия, но они не способствовали катастрофе.
5. Авиалайнер прошёл Шайенн на высоте 15 000 футов (4600 м), выполнил правый поворот на магнитный курс 210°, а затем снизился до 8500 футов (2600 м).
6. Лайнер продолжал сохранять магнитный курс 210° вплоть до столкновения с горой.

7 декабря 1951 года Совет по гражданской авиации выпустил итоговый отчёт, согласно которому причиной катастрофы стало то, что после прохождения Шайенна самолёт по неустановленным причинам отклонился от установленного маршрута следования на Денвер, после чего вышел за границы воздушного коридора и, сохраняя новый курс, направился в сторону гор, где и разбился.

## Последствия
После ряда жалоб от экипажей, во избежание путаницы сигнал опознавания на маршруте стандарта VAR (новый) был изменён на «VDEN».

### Комментарии
1. ↑  Здесь и далее указано Горное время (MST)
2. ↑  Находится к западу от Денвера
3. ↑  Находится на 15 миль (24 км) северней Дюпона